# Saint-Jean-de-Barrou
Saint-Jean-de-Barrou település Franciaországban, Aude megyében. Lakosainak száma 269 fő (2022. január 1.). Saint-Jean-de-Barrou Durban-Corbières, Embres-et-Castelmaure, Fraissé-des-Corbières és Villeneuve-les-Corbières községekkel határos.

## Népesség
A település népessége az elmúlt években az alábbi módon változott:
| Lakosok száma | 314  | 292  | 225  | 241  | 266  | 253  | 254  | 262  | 263  | 269  |
|               | 1968 | 1982 | 1990 | 2006 | 2013 | 2015 | 2017 | 2019 | 2020 | 2022 |